# Erick Flores
Erick Flores Bonfim, mais conhecido como Erick Flores (Rio de Janeiro, 30 de março de 1989), é um futebolista brasileiro que atua como meia. Atualmente joga pelo Boavista. Jogou a série C de 2020 pelo Volta Redonda-RJ por empréstimo. Chegou a ser impedido de atuar pela equipe do Volta Redonda pois ficou alguns dias preso por falta de pagamento da pensão alimentícia dos seus filhos.

## Carreira

### Flamengo
No início da carreira, Erick foi considerado um dos mais talentosos jovens jogadores do Flamengo. Depois de chamar a atenção de todos dentro do clube, ele foi promovido para a equipe principal no primeiro semestre de 2008, e com apenas 19 anos assinou o seu primeiro contrato profissional que ia até 31 de dezembro de 2012. Sua primeira partida oficial foi no Mineirão vindo do banco no empate 1 a 1 contra o Atlético Mineiro 9 de julho de 2008.

### Ceará
Em 2010 foi emprestado para o Ceará.

### Náutico
Após deixar o Ceará, acertou com o Náutico por empréstimo.

### Boavista
Em 2011, foi novamente emprestado, só que dessa vez para o Boavista, por onde disputou o Carioca.

### Duque de Caxias
Sem espaço no elenco Rubro-Negro, seguiu para o Duque de Caxias, também emprestado. Erick Flores teve uma péssima passagem pelo Duque, ficando em último lugar na Série B do Brasileirão de 2011.

### Itumbiara
Para a temporada de 2012 foi jogar o Campeonato Goiano pelo Itumbiara.

### Avaí
No mês de setembro de 2012, acabou negociado com o Avaí para a disputa da Série B do Campeonato Brasileiro.

### Retorno ao Boavista
Sem espaço novamente no elenco principal em 2013, o meia foi emprestado novamente para o Boavista.

### ABC
No segundo semestre de 2013, foi emprestado para o ABC para a disputa do Campeonato Brasileiro. Erick foi muito decisivo na partida contra o Avaí marcando o gol da vitória por 1 a 0, que garantiu o ABC na Série B de 2014.

### São Bernardo
Em 11 de dezembro de 2013, foi anunciada sua transferência para o São Bernardo. Marcou seu primeiro gol pelo São Bernardo na vitória por 1 a 0 em cima do Corinthians, em pleno Pacaembu.

### Fortaleza
Em julho de 2014, depois de ter saído do São Bernardo, foi oferecido ao Fortaleza e acertou até o final da temporada. Teve seu contrato rescindido, após, novamente, o fracasso do Fortaleza em não conseguir subir de Divisão.

### Retorno ao Boavista
Em janeiro de 2015 foi anunciada sua volta ao Boavista, será sua terceira passagem pelo time carioca, para substituir o Vinicius Pacheco, recém-contratado que teve uma lesão no joelho e não poderá atuar neste Carioca.

### FK Kukësi
Em junho de 2015 foi anunciado no FK Kukësi do Futebol Albanês. Erick Recebeu camisa 9. Fez seu primeiro gol no dia 23 de junho de 2015 em um jogo contra o Mladost Podgorica na Vitória de 3x0 do FK Kukësi.

## Estatísticas
Até 18 de março de 2018.

### Clubes
| Clube             | Temporada         | Campeonato nacional | Campeonato nacional | Campeonato nacional | Copa nacional[a] | Copa nacional[a] | Copa nacional[a] | Competições continentais[b] | Competições continentais[b] | Competições continentais[b] | Outros torneios[c] | Outros torneios[c] | Outros torneios[c] | Total | Total | Total   |
| Clube             | Temporada         | Jogos               | Gols                | Assist.             | Jogos            | Gols             | Assist.          | Jogos                       | Gols                        | Assist.                     | Jogos              | Gols               | Assist.            | Jogos | Gols  | Assist. |
| ----------------- | ----------------- | ------------------- | ------------------- | ------------------- | ---------------- | ---------------- | ---------------- | --------------------------- | --------------------------- | --------------------------- | ------------------ | ------------------ | ------------------ | ----- | ----- | ------- |
| Flamengo          | 2008              | 8                   | 0                   | 0                   | —                | —                | —                | —                           | —                           | —                           | —                  | —                  | —                  | 8     | 0     | 0       |
| Flamengo          | 2009              | 8                   | 0                   | 0                   | 3                | 0                | 0                | —                           | —                           | —                           | 7                  | 0                  | 2                  | 18    | 0     | 2       |
| Flamengo          | 2010              | —                   | —                   | —                   | —                | —                | —                | —                           | —                           | —                           | 2                  | 0                  | 0                  | 2     | 0     | 0       |
| Flamengo          | Total             | 16                  | 0                   | 0                   | 3                | 0                | 0                | 0                           | 0                           | 0                           | 9                  | 0                  | 2                  | 28    | 0     | 2       |
| Ceará             | 2010              | 10                  | 1                   | 1                   | 2                | 0                | 0                | —                           | —                           | —                           | 10                 | 5                  | 0                  | 22    | 6     | 1       |
| Ceará             | Total             | 10                  | 1                   | 1                   | 2                | 0                | 0                | 0                           | 0                           | 0                           | 10                 | 5                  | 0                  | 22    | 6     | 1       |
| Náutico           | 2010              | 13                  | 0                   | 0                   | —                | —                | —                | —                           | —                           | —                           | —                  | —                  | —                  | 13    | 0     | 0       |
| Náutico           | Total             | 13                  | 0                   | 0                   | 0                | 0                | 0                | 0                           | 0                           | 0                           | 0                  | 0                  | 0                  | 13    | 0     | 0       |
| Boavista-RJ       | 2011              | —                   | —                   | —                   | —                | —                | —                | —                           | —                           | —                           | 13                 | 2                  | 0                  | 13    | 2     | 0       |
| Boavista-RJ       | Total             | 0                   | 0                   | 0                   | 0                | 0                | 0                | 0                           | 0                           | 0                           | 13                 | 2                  | 0                  | 13    | 2     | 0       |
| Duque de Caxias   | 2011              | 21                  | 2                   | 0                   | —                | —                | —                | —                           | —                           | —                           | —                  | —                  | —                  | 21    | 2     | 0       |
| Duque de Caxias   | Total             | 21                  | 2                   | 0                   | 0                | 0                | 0                | 0                           | 0                           | 0                           | 0                  | 0                  | 0                  | 21    | 2     | 0       |
| Itumbiara         | 2012              | —                   | —                   | —                   | —                | —                | —                | —                           | —                           | —                           | 16                 | 1                  | 0                  | 16    | 1     | 0       |
| Itumbiara         | Total             | 0                   | 0                   | 0                   | 0                | 0                | 0                | 0                           | 0                           | 0                           | 16                 | 1                  | 0                  | 16    | 1     | 0       |
| Avaí              | 2012              | 6                   | 0                   | 1                   | —                | —                | —                | —                           | —                           | —                           | —                  | —                  | —                  | 6     | 0     | 1       |
| Avaí              | Total             | 6                   | 0                   | 1                   | 0                | 0                | 0                | 0                           | 0                           | 0                           | 0                  | 0                  | 0                  | 6     | 0     | 1       |
| Boavista-RJ       | 2013              | —                   | —                   | —                   | —                | —                | —                | —                           | —                           | —                           | 13                 | 0                  | 0                  | 13    | 0     | 0       |
| Boavista-RJ       | Total             | 0                   | 0                   | 0                   | 0                | 0                | 0                | 0                           | 0                           | 0                           | 13                 | 0                  | 0                  | 13    | 0     | 0       |
| ABC               | 2013              | 20                  | 2                   | 2                   | 2                | 0                | 0                | —                           | —                           | —                           | —                  | —                  | —                  | 22    | 2     | 2       |
| ABC               | Total             | 20                  | 2                   | 2                   | 2                | 0                | 0                | 0                           | 0                           | 0                           | 0                  | 0                  | 0                  | 22    | 2     | 2       |
| São Bernardo      | 2014              | —                   | —                   | —                   | 1                | 0                | 0                | —                           | —                           | —                           | 8                  | 1                  | 0                  | 9     | 1     | 0       |
| São Bernardo      | Total             | 0                   | 0                   | 0                   | 1                | 0                | 0                | 0                           | 0                           | 0                           | 8                  | 1                  | 0                  | 9     | 1     | 0       |
| Fortaleza         | 2014              | —                   | —                   | —                   | —                | —                | —                | —                           | —                           | —                           | 10                 | 0                  | 0                  | 10    | 0     | 0       |
| Fortaleza         | Total             | 0                   | 0                   | 0                   | 0                | 0                | 0                | 0                           | 0                           | 0                           | 10                 | 0                  | 0                  | 10    | 0     | 0       |
| Boavista-RJ       | 2014              | —                   | —                   | —                   | 1                | 0                | 0                | —                           | —                           | —                           | 15                 | 2                  | 0                  | 16    | 2     | 0       |
| Boavista-RJ       | Total             | 0                   | 0                   | 0                   | 1                | 0                | 0                | 0                           | 0                           | 0                           | 15                 | 2                  | 0                  | 16    | 2     | 0       |
| FK Kukësi         | 2015–16           | 30                  | 6                   | 3                   | 6                | 2                | 1                | 6                           | 1                           | 1                           | —                  | —                  | —                  | 42    | 9     | 5       |
| FK Kukësi         | 2016–17           | —                   | —                   | —                   | —                | —                | —                | 0                           | 0                           | 0                           | —                  | —                  | —                  | 0     | 0     | 0       |
| FK Kukësi         | Total             | 30                  | 6                   | 3                   | 6                | 2                | 1                | 6                           | 1                           | 1                           | 0                  | 0                  | 0                  | 42    | 9     | 5       |
| Boavista-RJ       | 2017              | —                   | —                   | —                   | 3                | 0                | 0                | —                           | —                           | —                           | 7                  | 1                  | 0                  | 10    | 1     | 0       |
| Boavista-RJ       | 2018              | 0                   | 0                   | 0                   | —                | —                | —                | —                           | —                           | —                           | 10                 | 2                  | 0                  | 10    | 2     | 0       |
| Boavista-RJ       | Total             | 0                   | 0                   | 0                   | 3                | 0                | 0                | 0                           | 0                           | 0                           | 17                 | 3                  | 0                  | 20    | 3     | 0       |
| Criciúma          | 2017              | 7                   | 0                   | 1                   | —                | —                | —                | —                           | —                           | —                           | —                  | —                  | —                  | 7     | 0     | 1       |
| Criciúma          | Total             | 7                   | 0                   | 1                   | —                | —                | —                | —                           | —                           | —                           | —                  | —                  | —                  | 7     | 0     | 1       |
| Brasiliense       | 2018              | 0                   | 0                   | 0                   | —                | —                | —                | —                           | —                           | —                           | —                  | —                  | —                  | 0     | 0     | 0       |
| Brasiliense       | Total             | 0                   | 0                   | 0                   | —                | —                | —                | —                           | —                           | —                           | —                  | —                  | —                  | 0     | 0     | 0       |
| Total na carreira | Total na carreira | 123                 | 11                  | 8                   | 18               | 2                | 1                | 6                           | 1                           | 1                           | 111                | 14                 | 2                  | 258   | 28    | 12      |

- a. ^ Jogos da Copa do Brasil e Copa da Albânia
- b. ^ Jogos da Liga Europa da UEFA
- c. ^ Jogos da Campeonato Carioca, Campeonato Cearense, Campeonato Goiano e Campeonato Paulista

|          | Data                   | Local                          | Resultado | Adversário  | Gols | Assist. | Competição                 |
| -------- | ---------------------- | ------------------------------ | --------- | ----------- | ---- | ------- | -------------------------- |
| Boavista |                        |                                |           |             |      |         |                            |
| 232.     | 28 de janeiro de 2017  | Arena das Dunas, Natal, Brasil | 1–4       | Flamengo    | 0    | 0       | Campeonato Carioca de 2017 |
| 233.     | 1 de fevereiro de 2017 | Elcyrzão, Saquarema, Brasil    | 1–1       | Nova Iguaçu | 0    | 0       | Campeonato Carioca de 2017 |
| 234.     | 4 de fevereiro de 2017 | Elcyrzão, Saquarema, Brasil    | 0–1       | Madureira   | 0    | 0       | Campeonato Carioca de 2017 |

## Títulos
Flamengo
- Taça Guanabara Sub-20: 2007
- Taça Rio Sub-20: 2007
- Campeonato Carioca Sub-20: 2007
- Taça Rio: 2009
- Campeonato Carioca: 2009
- Campeonato Brasileiro: 2009

Boavista
- Torneio Extra: 2013

Remo
- Copa Verde: 2021
- Campeonato Paraense: 2022